# La Cour-Marigny
La Cour-Marigny település Franciaországban, Loiret megyében. Lakosainak száma 367 fő (2022. január 1.). La Cour-Marigny Thimory, Lorris, Montereau, Noyers és Oussoy-en-Gâtinais községekkel határos.

## Népesség
A település népességének változása:
| Lakosok száma | 294  | 259  | 262  | 334  | 330  | 338  | 350  | 342  | 342  | 367  |
|               | 1968 | 1982 | 1990 | 2006 | 2013 | 2015 | 2017 | 2019 | 2020 | 2022 |